# Матч за звание чемпиона мира по международным шашкам среди мужчин 2024
Матч за звание чемпиона мира по международным шашкам 2024 года проводился с 19 по 30 декабря 2024 года в Вагенингене Нидерланды между чемпионом мира 2023 года международным гроссмейстером Юрием Аникеевым (Украина) и претендентом, международным гроссмейстером Яном Грунендейком (Нидерланды), занявшим на этом же чемпионате второе место. Матч состоял из 12 партий с классическим контролем времени по одной партии в день. После 12 партий победитель не определился, игрался тай-брейк. Главный арбитр матча Любляна Турий. Там же одновременно проводился матч за звание чемпионки мира между Викторией Мотричко (Украина) и Дарьей Ткаченко (Нидерланды).
Проведение матча планировалось на родине чемпиона, что оказалось невозможным в нынешней ситуации.
В матче из 12 партий одну победу одержал Ян Грунендейк, вторую победу он одержал в партиях с укороченный контролем времени, и согласно регламента, стал новым чемпионом мира, впервые завоевав этот титул.

## Регламент
Матч состоит из 12 партий с классическим контролем времени — 90 минут на 45 ходов, далее ещё 30 минут + 30 секунд за ход, начиная с 46 хода. Игрок набравший наибольшее количество очков завоёвывает титул чемпиона мира, при условии, что он выиграл не менее 2 партий из 12. В противном случае проводится тай-брейк, пока один из игроков не одерживает вторую победу (с учётом побед в партиях с классическим контролем времени). Тай-брейк состоит из 2 партий в формате рапид с контролем времени 20 минут плюс 10 секунд на ход, за которыми следуют 4 партии в блиц (10 минут + 5 секунд за ход) и партия в суперблиц с контролем времени 10 минут + 2 секунды на ход.
- Если после классических партий счёт ничейный, то тай-брейк играется до первой победы. Победитель становится новым чемпионом мира.

- Если после 12 партий счёт по количеству побед 1-0, то игроки играют до двух побед с учётом победы на первом этапе и возможный окончательный счёт 2-0, 2-1 или 1-2. При счёте 1-1, тай-брейк начинается снова с партий в формате рапид. Тай-брейк заканчивается, когда один из игроков одерживает вторую победу.

Во время фазы тай-брейка в играх супер-блица запрещено общаться с игроками во время перерывов между партиями.
Если исход матча определится до начала 12-й партии, игроки будут обязаны сыграть все 12 партий.

## Результаты

### Партии с классическим контролем времени
| Место | Имя           | Страна     | Рейтинг FMJD | 1 | 2 | 3 | 4 | 5 | 6 | 7 | 8 | 9 | 10 | 11 | 12 | Очки | Кол-во побед |
| ----- | ------------- | ---------- | ------------ | - | - | - | - | - | - | - | - | - | -- | -- | -- | ---- | ------------ |
| 1     | Ян Грунендейк | Нидерланды | 2440         | 1 | 1 | 1 | 1 | 1 | 1 | 1 | 1 | 1 | 1  | 1  | 2  | 13   | 1            |
| 2     | Юрий Аникеев  | Украина    | 2356         | 1 | 1 | 1 | 1 | 1 | 1 | 1 | 1 | 1 | 1  | 1  | 0  | 11   | 0            |

### Тай-брейк
| Место | Имя           | Страна     | Рейтинг FMJD | Рапид партия 1 | Рапид партия 2 | Блиц партия 1 | Блиц партия 2 | Блиц партия 3 | Кол-во побед | Обшее кол-во побед |
| ----- | ------------- | ---------- | ------------ | -------------- | -------------- | ------------- | ------------- | ------------- | ------------ | ------------------ |
| 1     | Ян Грунендейк | Нидерланды | 2423         | 1              | 1              | 1             | 1             | 2             | 1            | 2                  |
| 2     | Юрий Аникеев  | Украина    | 2434         | 1              | 1              | 1             | 1             | 0             | 0            | 0                  |